# 丘爾巴什斯科耶湖
45°15′43″N 36°22′45″E / 45.26194°N 36.37917°E
丘爾巴什斯科耶湖（俄语：Чурбашское озеро），是俄羅斯的湖泊，位於該國西南部，由克里米亞負責管轄，長4.7公里、寬4.5公里，面積1.015平方公里，海拔高度0.4米，集水區面積119平方公里，湖岸線長度4.7公里。